# P-grup
En el camp matemàtic de la teoria de grups, donat un nombre primer p, un p-grup és un grup en el qual tot element té ordre una potència de p. És a dir, per a cada element g d'un p-grup, existeix un nombre natural n tal que el producte de pn còpies de g, i no menys, és igual a l'element neutre. Els ordres d'elements diferents poden ser diferents potències de p. Aquests grups també s'anomenen p-primaris o simplement primaris.
Un grup finit és un p-grup si i només si el seu ordre (el nombre dels seus elements) és una potència de p. Donat un grup finit G, els teoremes de Sylow garanteixen que, per a tota potència primera pn que divideixi l'ordre de G, existeix un subgrup de G amb ordre pn.

## Propietats
Tot p-grup és periòdic, ja que, per definició, tot element té ordre finit.

### Centre no trivial
Un dels primers resultats, utilitzant l'equació de classes, és que el centre d'un p-grup finit no trivial no pot ser el subgrup trivial.
Aquest resultat és la base de molts mètodes inductius per a p-grups.
Per exemple, el normalitzador N d'un subgrup propi H d'un p-grup finit G conté H de manera pròpia, perquè si es tingués H=N, el centre Z estaria contingut en N i en H, però llavors hi hauria un exemple més petit H/Z, el normalitzador del qual seria N/Z=H/Z, creant així una cadena descendent infinita. Com a corol·lari, tot p-grup finit és nilpotent.
Per altra banda, tot subgrup normal N d'un p-grup finit G té una intersecció no trivial amb el centre; per demostrar-ho, només cal considerar els elements de N que queden fixos quan G actua per conjugació sobre N. Com que tot subgrup central és normal, es desprèn que tot subgrup normal mínim d'un p-grup és central i té ordre p. En efecte, el sòcol d'un p-grup finit és el subgrup del centre que consisteix dels elements del centre que tenen ordre p.
Si G és un p-grup, lavors G/Z també ho és, i també té un centre no trivial. Hom defineix l'antiimatge sobre G del centre de G/Z com el segon centre i aquests grups donen inici a la sèrie central ascendent. Generalitzant el que s'ha vist anteriorment sobre el sòcol, un p-grup finit amb ordre pn conté subgrups normals d'ordre pi amb 0 ≤ i ≤ n, i tot subgrup normal d'ordre pi està contingut a l'i-sim centre Zi. Si un subgrup normal no està contingut dins Zi, llavors la seva intersecció amb Zi+1 té grandària, almenys, pi+1.

### Automorfismes
Els grups d'automorfismes dels p-grups han estat objecte d'un extens estudi. De la mateixa manera que tot p-grup finit té un centre no trivial i, per tant, el grup d'automorfismes interns és un quocient propi del grup, tot p-grup finit té un grup d'automorfismes externs propi. Tot automorfisme de G indueix un automorfisme sobre G/Φ(G), on Φ(G) és el subgrup de Frattini de G. El quocient G/Φ(G) és un grup abelià elemental i el seu grup d'automorfismes és un grup lineal general. William Burnside estudià l'aplicació del grup d'automorfismes de G en el seu grup lineal general, i demostrà que el nucli d'aquesta aplicació és un p-grup.

## Exemples
Els p-grups del mateix ordre no tenen per què ser isomorfs; per exemple, el grup cíclic C₄ i el grup de Klein V₄ són 2-grups d'ordre 4, però no són isomorfs.
Tampoc no és cert, en general, que un p-grup sigui abelià; el grup diedral Dih₄ d'ordre 8 és un 2-grup no abelià. No obstant això, tot grup d'ordre p² és abelià.
Els grups diedrals són, en un sentit, força semblants i, en un altre sentit, força diferents dels grups de quaternions i als grups semidiedrals. La unió dels grups diedrals, els grups semidiedrals i els grups de quaternions conformen els 2-grups de classe maximal, és a dir, grups d'ordre 2n+1 i classe de nilpotència n.

### Productes de corona iterats
Els productes de corona iterats de grups cíclics d'ordre p són exemples importants de p-grups. Denotem el grup cíclic d'ordre p per W(1), i el producte de corona de W(n) amb W(1) per W(n + 1). Llavors W(n) és el p-subgrup de Sylow del grup simètric Sim(pn). Els p-subgrups maximals del grup lineal general GL(n,Q) són productes directes de diversos W(n). Té ordre pk, on k = (pn − 1)/(p − 1). Té classe de nilpotència pn−1, i les seves sèrie central descendent, sèrie central ascendent, sèrie central d'exponent p descendent i sèrie central d'exponent p ascendent són iguals. Està generat pels seus elements d'ordre p, però el seu exponent és pn. El segon grup d'aquest tipus, W(2), també és un p-grup de classe maximal, ja que té ordre pp+1 i classe de nilpotència p, però no és un p-grup regular. Com que els grups d'ordre pp són sempre grups regulars, aquest n'és també un exemple mínim.

### Grups diedrals generalitzats
Quan p = 2 i n = 2, llavors W(n) és el grup diedral d'ordre 8, de tal manera que, en un cert sentit, W(n) proporciona un anàleg al grup diedral per a tots els primers p quan n = 2. No obstant això, per a n més gran, l'analogia esdevé forçada. Existeix una família diferent d'exemples que és paral·lela als grups diedrals d'ordre 2n, però requereix una mica de feina prèvia. Denotem per ζ una arrel p-sima primitiva de la unitat al pla complex, sigui Z[ζ] l'anell dels enters ciclotòmics generat per ζ, i sigui P l'ideal primer generat per 1−ζ. Sigui G un grup cíclic d'ordre p generat per un element z. Definim E(p) com el producte semidirecte de Z[ζ] i G on z actua com a la multiplicació per ζ. Les potències Pn són subgrups normals de E(p), i els grups exemple són E(p,n) = E(p)/Pn. El grup E(p,n) té ordre pn+1 i classe de nilpotència n, de tal manera que és un p-grup de classe maximal. Quan p = 2, llavors E(2,n) és el grup diedral d'ordre 2n. Quan p és senar, tant W(2) com E(p,p) són grups irregulars de classe maximal i ordre pp+1, però no són isomorfs.

### Grups de matrius triangulars
Els subgrups de Sylow dels grups lineals generals són una altra família fonamental d'exempled. Sigui V un espai vectorial de dimensió n amb una base { e1, e₂, …, en } i definim Vi com l'espai vectorial generat per { ei, ei+1, …, en } per 1 ≤ i ≤ n, i definim Vi = 0 quan i > n. Per a cada 1 ≤ m ≤ n, el conjunt de transformacions lineals invertibles de V que porten cada Vi a Vi+m forma un subgrup de Aut(V) denotat per Um. Si V és un espai vectorial sobre Z/pZ, llavors U1 és un p-subgrup de Sylow de Aut(V) = GL(n, p), i els termes de la seva sèrie central descendent són, precisament, els Um. En termes de matrius, Um són matrius triangulars superiors amb valors 1 a la diagonal i valors 0 a les primeres m−1 superdiagonals. El grup U1 té ordre pn·(n−1)/2, classe de nilpotència n, i exponent pk on k és l'enter més petit més gran o igual a logaritme en base p de n.

## Classificació
Els grups d'ordre pn per 0 ≤ n ≤ 4 ja van ser classificats en la història inicial de la teoria de grups, i les investigacions més recents han ampliat aquestes classificacions a grups amb ordre divisor de p7, encara que el nombre de famílies d'aquest tipus creix tan ràpidament que hom pensa que és difícil copsar-ne una classificació completa. Per exemple, Marshall Hall Jr. i James K. Senior van aconseguir classificar els grups d'ordre 2n per a n ≤ 6 l'any 1964.
Com a alternativa a una classificació dels grups per ordre, Philip Hall proposà utilitzar una noció d'isoclinisme de grups que agrupava els p-grups finits en famílies basades en quocients i subgrups.
Un altre mètode completament diferent classifica els p-grups finits per la seva coclasse, és a dir, la diferència entre la seva longitud de composició i la seva classe de nilpotència. Les anomenades conjectures sobre coclasses descriuen el conjunt de tots els p-grups finits de coclasses fixades com a pertorbacions d'una quantitat finita de pro-p grups. Les conjectures sobre coclasses es van demostrar en la dècada dels 1980 emprant tècniques relacionades amb les àlgebres de Lie i els p-grups potents. Les demostracions finals dels teoremes de coclasses es deuen a A. Shalev i a C.R. Leedham-Green, tots dos de forma independent l'any 1994.
Tot grup d'ordre p⁵ és metabelià.

### Fins ap3
El grup trivial és l'únic grup d'ordre 1, i el grup cíclic Cp és l'únic grup d'ordre p. Hi ha exactament dos grups d'ordre p², tots dos abelians: Cp² i Cp × Cp. Per exemple, el grup cíclic C₄ i el grup de Klein V₄ (que és C₂ × C₂) són 2-grups d'ordre 4.
Hi ha tres grups abelians d'ordre p3: Cp3, Cp²×Cp, i Cp×Cp×Cp. També hi ha dos grups no abelians:
- Si p ≠ 2, un d'aquests grups és un producte semidirecte de Cp×Cp per Cp, i l'altre és un producte semidirecte de Cp² per Cp. El primer grup es pot descriure en altres termes com el grup UT(3,p) de matrius unitriangulars sobre un cos finit amb p elements, també anomenat grup de Heisenberg mòdul p.
- Si p = 2, els dos productes semidirectes apuntats anteriorment són isomorfs al grup diedral Dih₄ d'ordre 8. L'altre grup no abelià d'ordre 8 és el grup dels quaternions Q₈.

## Freqüència

### Entre grups
El nombre de classes d'isomorfisme dels grups d'ordre pn creix a un ritme de {\displaystyle p^{{\frac {2}{27}}n^{3}+O(n^{8/3})}}, que al seu torn estan dominades per les classes nilpotents en dos passos. A causa d'aquest creixement tan ràpid, existeix una conjectura popular que afirma que gairebé tots els grups finits són 2-grups: la fracció de classes d'isomorfisme de 2-grups entre les classes d'isomorfisme de grups amb ordre n com a màxim tendeix, suposadament, a 1 quan n tendeix a infinit. Per exemple, dels 49.910.529.484 grups diferents d'ordre com a màxim 2.000, 49.487.365.422 (més del 99%) són 2-grups d'ordre 1.024.

### Dins d'un grup
Tot grup finit amb ordre duvisible per p conté un subgrup que és un p-grup no trivial: un grup cíclic d'ordre p generat per un element d'ordre p obtingut a partir del teorema de Cauchy. De fet, conté un p-grup del màxim ordre possible: si {\displaystyle |G|=n=p^{k}m} on p no divideix m, llavors G té un subgrup P d'ordre {\displaystyle p^{k}}, anomenat p-subgrup de Sylow. Aquest subgrup no té per què ser únic, però tots els subgrups d'aquest ordre són conjugats, i tot p-subgrup de G està contingut en un p-subgrup de Sylow. Els teoremes de Sylow proporcionen una demostració d'aquestes i altres propietats.

## Aplicació a l'estructura d'un grup
Els p-grups són una eina fonamental per a la comprensió de l'estructura dels grups i en la classificació dels grups simples finits. Els p-grups apareixen com a subgrups i com a quocients. Com a subgrups, donat un nombre primer p, hom té els p-subgrups de Sylow P i el p-cor {\displaystyle O_{p}(G)}, i d'altres. Com a quocients, el p-grup quocient més gran és el quocient de G pel subgrup p-residual {\displaystyle O^{p}(G)}.

### Control local
La majoria de l'estructura d'un grup finit està incorporada en l'estructura del que es coneix com a subgrups locals, els normalitzadors de p-subgrups no trivials.
Els subgrups abelians elementals d'un grup finit tenen control sobre el grup emprat en la demostració del teorema de Feit-Thompson. Algunes extensions centrals de grups abelians elementals, anomenades grups extraespecials, ajuden a descriure l'edtructura dels grups per acció sobre espais vectorials simplèctics.
Richard Brauer va classificar tots els grups pels quals els seus 2-subgrups de Sylow són el producte directe de dos grups cíclics d'ordre 4, i John Walter, Daniel Gorenstein, Helmut Bender, Michio Suzuki, George Glauberman i altres van classificar els grups simples que tenen 2-subgrups de Sylow abelians, diedrals, semidiedrals o de quaternions.